# Anna Sjöström
Anna Sjöström (ur. 23 kwietnia 1977 w Skellefteå) – szwedzka piłkarka, zawodniczka szwedzkiego klubu Umeå IK i reprezentacji Szwecji, uczestniczka Letnich Igrzysk Olimpijskich 2004 w Atenach (Szwecja zajęła IV miejsce), półfinalistka Mistrzostw Europy 2005.